# Hydraecia immaculata
Hydraecia immaculata là một loài bướm đêm trong họ Noctuidae.